# Plaza O'Higgins (Caracas)
La Plaza O'Higgins de Caracas es un espacio público de la parroquia El Paraíso del municipio Libertador de Caracas, Venezuela. La plaza se ubica en el extremo norte de la avenida O’Higgins de la ciudad de Caracas, al final de la avenida La Paz y la estación de metro La Paz, en una parcela en la esquina junto al acceso norte del Puente Los Leones.

## Historia
Su nombre honra al prócer chileno Bernardo O´Higgins, político y militar que fue uno de los protagonistas de la Independencia de Chile.
Hacia 1938, las avenidas de Caracas empezaron a recibir nombres de próceres latinoamericanos, así la avenida O'Higgins fue inaugurada con una plaza del mismo nombre, al extremo norte de la misma. La avenida va desde la Redoma La India del Paraíso, hasta el Puente Los Leones, lugar donde está ubicada la plaza.
El terreno tiene una superficie plana pavimentada, en ella se encuentra la escultura del prócer chileno Bernardo O’Higgins, obra del artista Ernest Maragall, apoyada sobre un podio en escaleras, con un espejo de agua rectangular, acompañado por un grupo de astas de banderas y taludes geométricos sembrados con árboles de copa alta. Los edificios de la Gran Misión Vivienda Venezuela se insertaron en terrenos adyacentes, fortaleciendo así el uso de la plaza.